# Querelle des anciens et des modernes
Querelle des anciens et des modernes [kəˈʀɛl dezɑ̃ˈsjɛ̃ edemɔˈdɛʀn] (fr 'striden mellan de gamla och de moderna') var den litterära strid i Frankrike vid övergången från 1600- till 1700-talet som handlade om huruvida kung Ludvig XIV:s tid kunde mäta sig med antiken och i vilken utsträckning den senare alltjämt kunde vara förebilden för samtida litteratur och konst.

## Historia
Fejden utlöstes den 27 januari 1687 då Charles Perrault i Franska akademien deklamerade sin dikt "Le siècle de Louis le Grand", i vilken han prisade Ludvig XIV:s tidsålder som ideal och samtidigt ifrågasatte antikens förebildsfunktion:
| La belle Antiquité fut toujours vénérable; Mais je ne crus jamais qu'elle fût adorable. Je voy les Anciens sans plier les genoux, Ils sont grands, il est vray, mais hommes comme nous; Et l'on peut comparer sans craindre d'estre injuste, Le Siecle de LOUIS au beau Siecle d'Auguste. | Den sköna antiken förtjänade att äras, dock aldrig, tänkte jag, att tillbedjas. Jag ser antikens människor av stolta tankar bäras, men att böja mina knän kan aldrig tillstädjas. De är stora, det är sant, men de är människor som vi. Man kan jämföra Louis och den tid han levde i, Med Augustus' sköna tid, som förtjänar vårt pris, utan att för den skull anses vara orättvis. |

(Perrault, Charles. Parallèle des anciens et des modernes en ce qui regarde les arts et les sciences. Faksimiledruck der vierbändigen Originalausgabe Paris 1688–1696. Hrsg. v. H. R. Jauß. München: Eidos, 1964. S. 165)
Detta väckte omedelbart akademiledamoten Nicolas Boileau-Despréauxs protest. Striden skärptes när Perrault från och med 1689 publicerade sin "Parallèle des anciens et des modernes" i fyra band, i vilken han vidhöll sitt angrepp på antiken genom att i en fiktiv dialog konfrontera den gamla tidens förment svaga utföranden med de moderna prestationerna på snart sagt alla det mänskliga livets områden.
I det följande utkristalliserade sig två läger som bekämpade varandra med talrika publikationer. Utöver de nämnda räknades till de "gamla" till exempel Jean Racine, Jean de La Fontaine och Jean de La Bruyère, till den nya framför allt Bernard le Bovier de Fontenelle och Jean Desmarets de Saint-Sorlin. Striden kretsade kring två motsatta estetiska modeller: principen att imitera förebilder, vilken orienterade sig mot antiken som ett absolut skönhetsideal respektive principen om geniets fantasi, som skapar av sig själv.
Genom Antoine Arnaulds (1612–1694) förmedling kom Boileau slutligen att skriva ett försonligt brev åt Perrault och den 30 augusti 1694 blev det rent av ett offentligt omfamnande av de båda i den Franska akademin. Om man betraktar den samtida publikens reaktion, så behöll Perrault och hans parti övermakten i striden. Det hör dock till sakens natur att "Querelle" inte förde till någon entydig seger, utan efter hand rann ut i sanden.
På 1710-talet föreföll emellertid debatten att flamma upp: 1713 publicerade Antoine Houdar de la Motte (1672–1731) – vid denna tidpunkt var Perrault och Boileau redan döda - en översättning av Iliaden, som i förhållande till originalet var tydligt förkortat och på flera ställen förändrat - med målet att korrigera Homeros' "felaktigheter". Den egentliga texten ställde La Motte inför en "Discours sur Homère", vari han rättfärdigade sitt handlande. Icke desto mindre väckte det protest från Anne Dacier (1654–1720), som 1714 reagerade med sin bok "Des causes de la corruption du goût". I förlängningen av en diskussion ur den tredje dialogen i Perraults "Parallèle" uppstod så en debatt om företrädet för original eller översättning. Denna strid, i vilken också andra författare, särskilt François de Salignac de La Mothe-Fénelon (1651–1715), abbé Jean Terrasson (1670–1750) och Jean Boivin (1663–1725) ingrep, slutade 1716 likaledes med en personlig försoning mellan huvudkontrahenterna och gick i litteraturhistorien under namnet "Querelle d'Homère".
Även om dispyten därmed väsentligen var uttömd verkade de från "Querelle" givna impulserna under upplysningstiden och därutöver vidare till romantiken. Den litterära fejden föregrep mer djupgående motsättningar, nämligen mellan idéer om auktoritet och framsteg. Ändå förblev det antika inflytandet i den franska litteraturen alltjämt starkt och låter sig påvisas till exempel ännu hos Baudelaire.

## Internationella verkningar
Då den franska "Querelle" redan stod i en längre europeisk tradition av uppgörelser med olika strukturer (särskilt under renässansen), blev striden mellan Perrault och Boileau snabbt bekant också utanför Frankrikes gränser och anpassades i olika utformningar till de rådande förhållandena.
Ännu medan diskussionen i den Franska akademien fortgick offentliggjorde sir William Temple (1628–1699) som reaktion på Fontenelles "Digression sur les Anciens et les Modernes" (1688) sin "Essay upon the ancient and modern learning" (1690), där han underströk Bernard of Chartres bevingade ord att vi ser mera än våra föregångare endast för att vi är dvärgar som står på giganters axlar. Å andra sidan reagerade William Wotton (1666–1727) med sin "Reflections upon ancient and modern learning" (1694). Så utvecklade sig också i England en strid, i vilken bland andra Richard Bentley (1662–1742) och Alexander Pope (1688–1744) ingrep. Dess gängse namn "Battle of the Books" blev den engelska debatten om Temples sekreterare Jonathan Swift (1667–1745), som i de motsatta lägren såg två mer generella världsåskådningar och 1704 anonymt offentliggjorde sin "Full and True Account of the Battle fought last Friday between the Ancient and the Modern Books in St. James's Library".
Som en liten tysk variant av "Querelle" kan man betrakta striden mellan Johann Christoph Gottsched, Johann Jakob Bodmer och Johann Jakob Breitinger om det "underbara". En viktig funktion för överflyttandet av "Querelle" till det tyska språkområdet hade Johann Joachim Winckelmann, särskilt med sin "Gedancken über die Nachahmung der Griechischen Wercke in der Mahlerey und Bildhauer-Kunst" från 1755. Mot slutet av 1700-talet stiger "Querelle"-tematiken upp hos Johann Gottfried Herder, Friedrich Schiller och Friedrich Schlegel.
Nyare svallvågor på detta tema utgörs av Matthew Arnolds litteraturkritik och nyhumanismen med namn som Irving Babbitt och Paul Elmer More, vilka kämpade för studiet av klassisk litteratur som en bärande stomme i humanistiska utbildning.

### Primärtexter i urval
- François Fénelon: Lettre à l'Académie. With an introduction and commentary. UPA, Lanham, Md. 1984, ISBN 0-8191-3651-4 (Repr. d. Ausg. 1899)
- Anne-Marie Lecoq (Hrsg.): La querelle des anciens et des modernes. XVIIe-XVIIIe siècles. Gallimard, Paris 2001, ISBN 2-07-038752-6 (Précédé d'un essai de Marc Fumaroli, suivi d'une postface de Jean Robert Armogathe).
- Paul Pellisson: Relation contenant l'histoire de l'Académie Françoise. Augmentée de divers ouvrages du mesme auteur. Pierre le Petit, Paris 1672.
- Charles Perrault: Mémoires de ma vie. Éditions Macula, Paris 1993, ISBN 2-86589-041-4.
- Charles Perrault: Parallèle des anciens et des modernes en ce qui regarde les arts et les sciences (Theorie und Geschichte der Literatur und der schönen Künste; 2), Eidos Verlag, München 1964 (Faksimiledruck der vierbändigen Originalausgabe Paris 1688–1696).
- Hermann Josef Real: Jonathan Swift, the battle of the books. Eine historisch-kritische Ausgabe mit literarhistorischer Einleitung und Kommentar (Quellen und Forschungen zur Sprach- und Kulturgeschichte der germanischen Völker / N. F.; 71 = 195). De Gruyter, Berlin 1978, ISBN 3-11-006985-7 (zugl. Habilitationsschrift, Universität Münster 1976).

### Sekundärlitteratur
- DeJean, Joan E.: Ancients against Moderns. Culture Wars and the Making of a Fin de Siècle. Chicago, London: Univ. of Chicago Press, 1997.
- Levine, Joseph M.: The Battle of the Books. History and Literature in the Augustan Age. Ithaka, NY; London: Cornell UP, 1991.
- Levent Yılmaz, Le temps moderne : Variations sur les Anciens et les contemporains, Paris: Editions Gallimard, 2004.
- Alpár, Gyula: Der Streit der Alten und Modernen in der deutschen Literatur bis um 1750. Diss. Uni Pécs 1939. Pécs: Mayer, 1939. (=Specimina dissertationum facultatis philosophicae Regiae Hungaricae Universitatis Elisabethinae Quinqueecclesiensis; 152 / A Német Intézet értekezései; 16)
- Jauß, Hans Robert. "Antiqui / moderni (Querelle des Anciens et des Modernes)." Ritter, J. (Hrsg.). Historisches Wörterbuch der Philosophie. Darmstadt: Wiss. Buchgesellschaft, 1971. Bd. I; Sp. 410-414.
- Kapitza, Peter K.: Ein bürgerlicher Krieg in der gelehrten Welt. Zur Geschichte der Querelle des Anciens et des Modernes in Deutschland. München: Fink, 1981.
- Kapitza, Peter K.: "Der Zwerg auf den Schultern des Riesen." I: Rhetorik 2 (1981): 49-58.
- Kortum, Hans: Charles Perrault und Nicolas Boileau. Der Antike-Streit im Zeitalter der klassischen französischen Literatur. Berlin: Rütten & Loening, 1966. (=Neue Beiträge zur Literaturwissenschaft; 22)
- Krauss, Werner; Kortum, Hans (red.): Antike und Moderne in der Literaturdiskussion des 18. Jahrhunderts. Berlin: Akademie Verlag, 1966. (=Schriftenreihe der Arbeitsgruppe zur Geschichte der deutschen und französischen Aufklärung; 7)
- Kuhnle, Till R.: Art. "Querelle", in: Ueding, Gert (Hg.): Historisches Wörterbuch der Rhetorik VII, Tübingen: Niemeyer 2005, Sp. 503-523.
- Martini, Fritz: "Modern, Die Moderne." I: Kohlschmidt, Werner; Mohr, Wolfgang (red.): Reallexikon der deutschen Literaturgeschichte. Begründet v. Paul Merker u. Wolfgang Stammler. 2. Aufl. [Bd. 4 o. 5 utg. av Klaus Kanzog und Achim Masser.] 5 Bd. Berlin, New York: de Gruyter, 1958–1988. Bd. 2., 391-415.
- Roloff, Volker (red.): Tradition und Modernität. Aspekte der Auseinandersetzung zwischen Anciens und Modernes. Essen: Hobbing, 1989. (=Kultur und Erkenntnis; 6) 1-12.